# Gerald Patzelt
Gerald Patzelt (* 3. Februar 1931 in Rumburg; † 29. Januar 2021) war ein deutscher Geologe.

## Leben
Gerald Patzelt wurde im Rumburg geboren, studierte in Halle und Greifswald und wurde 1968 an der Universität Leipzig in Geologie promoviert (Beiträge zur Geologie von n-Epirus (SW-Albanien)). Er war im VEB Geologische Erkundung West in Jena und danach in Halle (Saale) und Mühlhausen (Thüringen) an verschiedenen Forschungseinrichtungen tätig.
Gerald Patzelt befasste sich später vor allem mit regionaler Geologie Thüringens und schrieb unter anderem einen geologischen Führer für das östliche Harz-Vorland und über den Hainich.

## Schriften
- Stratigraphische und fazielle Untersuchungen im Gotlandium des Harzes. - Wiss. Z. E.-M.-Arndt-Univ. Greifswald. IV., Math.-nat. Reihe. 3/4: 331–333; Greifswald (Teilveröffentlichung der Diplomarbeit) - 1954/55
- Tektonische Beobachtungen an der Nordflanke des Büchenbergsattels (Mittelharz). - Geologie, 12(9): 1048–1051; Berlin 1963
- Zu Fragen der Karstmorphologie und Hydrogeologie. Einige Ergebnisse der geologischen Kartierung von Kurvelesh (SW-Albanien). - Z. angew. Geol. 10 (2): 85–87; Berlin 1964
- Beiträge zur Geologie des SW-Teils der Volksrepublik Albanien, Geologie, Beihefte 69, 1971 (aus der Dissertation entstanden)
- Einige geologische Ergebnisse von Erkundungsbohrungen bei Mandelholz (Harz) - Z. angew. Geol. 10(3): 135–136; Berlin 1964
- Nachweis von tertiärem Vulkanismus in der Ionischen Zone in SW-Albanien. - Geologie, 13(10); 1274–1275; Berlin 1964
- Beiträge zur Stratigraphie Südwestalbaniens: Ein Nachweis ammonitenführender Unterkreide im ionischen Faziesgebiet - Praktika Akad. Athenon 39: 167–175, Athen 1964
- Bau und Schichtenfolge der Asbach-Rotteröder Mulde (Thüringer Wald). - Hallesches Jahrbuch mitteldeutscher Erdgeschichte, 7(1965): 39–60, Leipzig 1966
- Zur Geosynklinalentwicklung und Tektonik der äußeren Helleniden: Die Ionische Zone in Albanien. - Internat. Geol. Congr. Rep. 23rd. Sess. Proc. 3 (Orogenic Belts): 139–152; Prag 1968
- Zu einigen Fragen der Gliederung und der Lagerungsverhältnisse im Rotliegenden des mittleren Thüringer Waldes. - Geologie 19(7): 789–802, Berlin 1970
- Paläographische und geotektonische Problem des periadriatischen Gebiets. Teil 1. Zur Sedimentation und Fazies. - Geologie 19(9): 1092–1104; Berlin 1970
- Paläographische und geotektonische Problem des periadriatischen Gebiets. Teil 2. Fazieszonen und geotektonische Entwicklung. - Geologie. 20(9): 981–1005, Berlin 1971
- Beiträge zur Geologie des SW-Teils der Volksrepublik Albanien - Geologie Beiheft 69: 115 S. 33 Abb. 10 Taf; Berlin (Teilveröffentlichung der Dissertation des Verfassers_ Beiträge zur Geologie von N-Epirus (SW-Albanien). - Math. nat. Fak. Karl-Marx-Univ. Leipzig 1971)
- Referate über: Carte geologique del' Albanie, Carte tectonique de l'Albanie und Gjieologija e Shqiperise. - Geologie 21(7)_ 862–865; Berlin 1972
- Zum Probleme submariner Gleitmassen im Variszikum des Ostharzes und einige stratigraphische Konsequenzen. Z. geol. Wiss. Themenh. I: 145–154, Berlin 1973
- Tektonische Problem des Ostharzes - Z. geol. Wiss. Themenh. I: 155–165, Berlin 1973
- Nochmals zur Einstufung der Porphyrkonglomerate im Rennsteiggebiet des Meßtischblattes Tambach-Dietharz (Thüringer Wald). Hallesches Jahrblatt Geowissenschaften I: 115–120. Gotha/Leipzig 1977
- Buchbesprechung: Zur geotektonischen Entwicklung verschiedener Gebiete Mitteleuropas, Schriftenreihe Geol. Wiss., 15, 1979. Z. geol. Wiss. 9(8): 930–931; Berlin 1981
- Die naturkundlichen Sammlungen des Mühlhäuser Heimatmuseums - Herkunft, Bestand und Perspektive - Mühlhäuser Beiträge 7: 89–97, Mühlhausen 1984
- Ein interglaziales (zwischeneiszeitliches) Torfvorkommen bei Mühlhausen. Mühlhäuser Beiträge 8: 79–85; Mühlhausen 1985
- Erster Abschnitt einer neuen naturwissenschaftlichen Ausstellung im Mühlhäuser Heimatmuseum.- Informationen für die Museen der DDR, 36, Berlin 1986
- Ein bemerkenswerter fossiler Seeigel - Serpianotiaris cf. hescheleri (JEANNET) - aus der Hauptmuschelkalk-Folge im Mühlhäuser Heimatmuseum. - Mühlhäuser Beiträge, 9: 77–84; Mühlhausen 1986
- Nachtrag zum Aufsatz: "Die naturkundlichen Sammlungen des Mühlhäuser Heimatmuseums..." in Heft 7 der Mühlhäuser Beiträge. - Mühlhäuser Beiträge 9: 97–98; Mühlhausen 1986
- Zum Problem der schiefen Türme von Divi Blasii in Mühlhausen. - Mühlhäuser Beiträge, 10: 99–100; Mühlhausen 1987
- Zur Lithogenese (Sedimentation und Diagenese) der Ceratiten-Schichten in Thüringen. - In PATZELT, G. (Hrsg.): Die Trias von Nordwestthüringen. Kurzreferate und Exkursionsführer: S. 7–8; GGW, Berlin 1988
- unter Mitarbeit von J. Floh und J. Schubert. Exkursion - Buntsandstein und Wellenkalk-Folge im Eichsfeld. - In: Patzelt G. (Hrsg.): Die Trias von Nordwestthüringen. Kurzreferate und Exkursionsführer: S. 15–24; GGW, Berlin 1988

- Streifzüge durch die Erdgeschichte Nordwestthüringens:  geologischer Abriß und Exkursionsführer, Gotha: Perthes 1994
- Der Hainich, Heiligenstadt 1998
- mit Roland Geyer, Daniela Schäfer: Geologie erleben : geologische Route durch den Naturpark Eichsfeld-Hainich-Werratal, Heiligenstadt: Cordier Verlag 2000
- Nördliches Harzvorland: Subherzyn, östlicher Teil, Borntraeger, Sammlung Geologischer Führer 2003